# Laurence Leboucher
Laurence Leboucher (ur. 22 lutego 1972 r. w Alençon) – francuska kolarka górska i przełajowa, trzykrotna medalistka mistrzostw świata i sześciokrotna medalistka mistrzostw Europy w kolarstwie górskim oraz pięciokrotna medalistka mistrzostw świata i brązowa medalistka mistrzostw Europy w kolarstwie przełajowym.

## Kariera
Jej olimpijskim debiutem były igrzyska w Atlancie w 1996 roku, gdzie zajęła 11. miejsce w cross country. Cztery lata później, podczas igrzysk olimpijskich w Sydney zajęła 18. miejsce. Swój najlepszy wynik olimpijski osiągnęła na igrzyskach w Atenach w 2004 roku, na których była ósma. Wzięła także udział w igrzyskach olimpijskich w Pekinie w 2008 roku zajmując 17. miejsce.
Swój pierwszy międzynarodowy sukces osiągnęła w 1998 roku zdobywając złote medale w cross country na mistrzostwach świata w Mont-Sainte-Anne oraz na mistrzostwach Europy w Aywaille. W latach 2000 i 2001 zdobyła kolejne dwa indywidualne mistrzostwa Europy, a w 2002 roku na mistrzostwach świata w Kaprun została wicemistrzynią świata i mistrzynią Europy w sztafecie oraz wicemistrzynią Europy w cross country. Ostatnie sukcesy w kolarstwie górskim osiągnęła w 2008 roku zostając mistrzynią świata w sztafecie na mistrzostwach w Val di Sole oraz mistrzynią Europy na mistrzostwach w Sankt Wendel.
Leboucher osiągała także sukcesy w kolarstwie przełajowym. W 2002 roku podczas mistrzostw świata w Zolder wywalczyła swój pierwszy medal i to od razu złoty. Rok później, na mistrzostwach w Monopoli zajęła trzecie miejsce, wyprzedziły ja jedynie Daphny van den Brand z Holandii oraz Niemka Hanka Kupfernagel. Mistrzostwa świata w Pont-Château w 2004 roku przyniosły jej kolejny tytuł mistrzowski, w tym samym roku zdobyła także brązowy medal mistrzostw Europy. Ponadto zdobyła brązowe medale na mistrzostwach świata w Hooglede-Gits w 2007 roku oraz mistrzostwach w Treviso w 2008 roku.
W sezonie 1998 Leboucher zajęła drugie miejsce w klasyfikacji cross country Pucharu Świata w kolarstwie górskim, ustępując jedynie Kanadyjce Alison Sydor.
Laurence Leboucher jest także pięciokrotną mistrzynią Francji w kolarstwie przełajowym z lat 2000, 2001, 2003, 2006 i 2008, dwukrotną mistrzynią kraju w kolarstwie górskim z 2006 i 2007 roku oraz czterokrotną medalistką mistrzostw Francji w kolarstwie szosowym (srebro w 1998 i 2002 roku, brąz w 1992 i 1997 roku).